# Aquiles Elorduy
Aquiles Elorduy García (Aguascalientes, Aguascalientes, 20 de septiembre de 1876 - México, D. F., 5 de agosto de 1964) fue un político mexicano, partidario de la Revolución Mexicana y de Francisco I. Madero, fue diputado federal y senador.

## Biografía
Aquiles Elorduy nació en la ciudad de Aguascalientes,  de 1876 posteriormente residió en Sombrerete, Zacatecas —de donde era originaria su familia— y finalmente en la Ciudad de México en donde egresó de la Escuela Nacional de Jurisprudencia en 1903, miembro del Partido Nacional Antirreeleccionista desde 1909, fue uno de los principales partidarios de Francisco I. Madero y en 1912 fue electo diputado federal a la XXVI Legislatura. Desde ése puesto defendió el gobierno de Madero durante la Decena Trágica y fue uno de los principales opositores a Victoriano Huerta, lo que le costó ser encarcelado en Lecumberri en 1913 al ser disuelta por el gobierno huertista la Cámara de Diputados.
Posteriormente se desempeñó en misiones diplomática y fue junto a personajes como Luis Cabrera, de los intelectuales partidarios del gobierno de Venustiano Carranza, se opuso a la rebelión del Plan de Agua Prieta liderada por Álvaro Obregón y los gobiernos que lo sucedieron, principalmente al surgimiento del Partido Nacional Revolucionario (posteriormente Partido Revolucionario Institucional) y los regímenes de Plutarco Elías Calles y Lázaro Cárdenas del Río; en consecuencia en 1939 fue uno de los fundadores del Partido Acción Nacional, junto a Manuel Gómez Morín, Efraín González Luna, Luis Calderón Vega, entre otros.
Dirigió la revista “La Reacción” (Publicación de difusión ideológica del recién creado PAN) de 1941 a 1947. Labor que recientemente fue motivo de polémica debido al ensayo: “La raíz nazi del PAN” de Rafael Barajas, el fisgón. Donde vincula a la mencionada revista con la Quinta columna, movimiento mexicano pro nazi. Aquí un fragmento: 
“Para empezar, entre 1941 y 1942 (los años consultados), ese semanario nazi fue dirigido por el licenciado Aquiles Elorduy, fundador y líder importante del PAN (fue uno de los primeros diputados federales de ese partido; después, en 1947, fue expulsado por declarar contra el clero), pero Elorduy no actuaba motu proprio. En siete de los sesenta números estudiados, la revista ostentaba, en la contraportada, con grandes letras –a veces a página entera– un listado de colaboradores que conformaban una suerte de comité de redacción, de aval editorial. Esta lista permaneció prácticamente inalterada durante el tiempo que circuló el semanario y los enlistados jamás se deslindaron de la línea de la revista. Entre los personajes que “daban la cara” por el semanario estaban los más connotados escritores fascistas mexicanos: Nemesio García Naranjo (ministro de Educación de Victoriano Huerta y abogado de compañías petroleras estadounidenses), el Dr. Atl (seudónimo del pintor Gerardo Murillo, prolífico autor de textos antisemitas y pronazis), Rubén Salazar Mallén (comunista converso al fascismo) y Alfonso Junco (representante de la derecha regiomontana). Entremezclados con ellos estaban los nombres del padre fundador del PAN, Manuel Gómez Morín y de otros tres destacados fundadores de ese partido: Gustavo Molina Font, Manuel Herrera Lasso y Pedro Zuloaga. De hecho, Elorduy y Zuloaga colaboraban regularmente en el semanario. Elorduy estaba consciente del autoritarismo hitleriano, pero justificaba así su posición:

"…El triunfo de Alemania ha de significar la propagación de hábitos tan benéficos y de normas tan útiles, ¡¿cómo no suspirar por el triunfo de una causa que pueda influir en México para convertir a su pueblo apático, vicioso, holgazán, ignorante y degradado en pueblo trabajador, técnico, económico, culto, y digno?! (...)  considero necesario el mal del nazismo alemán para llegar a ser nación y después ser nación libre…"

En 1944 fue postulado candidato a Gobernador de Aguascalientes, no obtuvo el triunfo que correspondió al candidato del PRI, Jesús María Rodríguez Flores, sin embargo logró una importante popularidad que le permitió dos años después, en 1946, ser electo diputado federal por el I Distrito Electoral Federal de Aguascalientes a la XL Legislatura, siendo uno de los primeros cuatro diputados reconocidos al PAN en la historia; durante las sesiones del Colegio Electoral sus opositores del PRI lo acusaron de haber sido partidario de Victoriano Huerta durante su diputación en 1913, por el solo hecho de haber sido miembro de la comisión permanente del Congreso, junto a otros diputados como Serapio Rendón.
En 1947 en un conflicto interno en el PAN, fue expulsado del partido por haber realizado supuestas declaraciones anticlericales, en 1952 el PRI lo postuló candidato a Senador por Aguascalientes, resultado electo para el periodo de ese año a 1958; destacó en varias ocasiones por donar sus sueldos como legislador. 
Falleció en la Ciudad de México el 5 de agosto de 1964.zip